# Город призраков (фильм, 2008)
«Город призраков» (англ. Ghost Town) — комедийная драма, снятая в 2008 году Дэвидом Кеппом. Главную роль исполнил Рики Джервейс, сыгравший дантиста, у которого появилась способность говорить с призраками.

## Сюжет
Действие фильма происходит в Нью-Йорке, где бизнесмен Фрэнк Херли умирает в результате несчастного случая. Немногим позже, дантист-мизантроп переживает околосмертный опыт после наркоза. Когда он приходит в себя, у него появляется способность видеть и разговаривать с призраками, которые досаждают его просьбами помочь в личных делах, незавершенных перед их смертью.

## В ролях
- Рики Джервейс — Бертрам Пинкус, дантист, получивший способность общаться с призраками
- Грег Киннир — Фрэнк Херли
- Теа Леони — египтолог и вдова Фрэнка
- Аасиф Мандви — доктор Джахангир Прашар, коллега Бертрама
- Билл Кэмпбелл
- Кристен Уиг
- Данай Гурира
- Аарон Твейт

## Отзывы
Фильм получил в основном положительные отзывы и имеет рейтинг 85 % на сайте Rotten Tomatoes, при 60 % рейтинге у аудитории.

## Награды и номинации
- Премия «Спутник»-2008 лучшему актёру в комедии или мюзикле — Рики Джервейс (награда)
- Премия «Сатурн»-2009 за лучший сценарий — Дэвид Кепп, Джон Кэмпс (номинация)
- Премия «Империя»-2009 за лучший комедийный фильм (номинация)